# Nuklearwaffenkonvention
Eine Nuklearwaffenkonvention (NWK, engl. Nuclear Weapons Convention, NWC) oder Atomwaffenkonvention wäre ein multilateraler Völkerrechtlicher Vertrag zum Verbot von Kernwaffen, analog zur Biowaffenkonvention, Chemiewaffenkonvention, Landminenkonvention und Streubombenkonvention. Ein solcher Vertrag könnte das Verbot von Entwicklung, Test, Herstellung, Lagerung, Weitergabe, Einsatz und Drohung mit dem Einsatz von Atomwaffen einschließen.

## Geschichte
Ein solcher Vertrag wird seit 1995 von vielen Nichtregierungsorganisationen gefordert. 1996 erstellte eine Gruppe von Wissenschaftlern und Abrüstungsexperten unter der Leitung von IALANA und INESAP den Modellentwurf eines Vertragstextes. 1997 reichte Costa Rica diesen Entwurf als offizielles UNO-Dokument A/C.1/52/7 ein.
Am 24. Oktober 2008 sprach sich der ehemalige UN-Generalsekretär Ban Ki-moon in einer Rede für das Verhandeln einer Atomwaffenkonvention aus.

## Atomwaffenverbotsvertrag
Am 27. März 2017 begannen auf Beschluss der UN-Generalversammlung Verhandlungen über einen Atomwaffenverbotsvertrag. Angestrebt wird eine „unzweideutige politische Verpflichtung“ auf das Ziel einer von Atomwaffen freien Welt. Dies ist als erster, schnell zu erreichender Schritt zu einer auch konkrete Abrüstungmaßnahmen umfassenden Nuklearwaffenkonvention gedacht. An den Verhandlungen nahmen jedoch zunächst nur zwei Drittel der 193 Mitgliedsstaaten teil. Nicht beteiligt waren die Atommächte und fast alle NATO-Staaten einschließlich Deutschlands. Am 7. Juli 2017 wurde der Atomwaffenverbotsvertrag schließlich mit der großen Mehrheit von 122 Stimmen angenommen. Am 22. Januar 2021, 90 Tage nach der 50. Ratifizierung, trat er in Kraft.

## Inhalt des Modellentwurfs von 2007
Die wichtigsten Abschnitte:

### Abschnitt I: Allgemeine Verpflichtungen
Jeder Vertragsstaat verpflichtet sich, unter keinen Umständen jemals Kernwaffen einzusetzen, Vorbereitungen dafür zu treffen oder damit zu drohen; sie zu entwickeln, zu testen, herzustellen, zu lagern oder weiterzugeben. Die Atomwaffenstaaten müssen ihre Arsenale in mehreren Phasen vollständig vernichten, dazu gehört auch das Zerstören oder für nukleare Sprengköpfe untauglich machen der Trägersysteme. Ebenso verboten ist die Herstellung waffentauglicher spaltbarer Materialien.

### Abschnitt III: Meldungen
Jeder Vertragsstaat muss alle Kernwaffen melden, die auf seinem Gebiet oder unter seiner Kontrolle sind oder waren; ebenso alle Vorräte an spaltbarem Material, kerntechnische Einrichtungen und Trägersysteme. Es müssen jeweils der genaue Standort, die Menge und Art in einem detaillierten Inventar angegeben werden.

### Abschnitt IV: Umsetzungsphasen
In diesem Abschnitt werden fünf Phasen für die Abschaffung aller Atomwaffen weltweit festgeschrieben. Zeitpunkte werden festgelegt, zu dem die beschriebenen Bedingungen erfüllt sein müssen. Die genauen Zeitpunkte ab dem Inkrafttreten müssen verhandelt werden, im Modellentwurf werden dafür Vorschläge gemacht (in Klammern angegeben).

#### Phase 1 (nach einem Jahr)
Abschnitt III (Meldungen) muss vollständig erfüllt sein. Alle Waffen und Trägersysteme werden aus der Alarmbereitschaft genommen und abgeschaltet, Zielkoordinaten werden gelöscht, die Produktion von Waffenkomponenten beendet, die Entwicklung und Forschung gestoppt und die Herstellung spaltbarer Materialien stark eingeschränkt.

#### Phase 2 (nach zwei Jahren)
Trägersysteme und Sprengköpfe werden von ihren Stellungen genommen. Übereinkünfte werden verhandelt, um alle Kernwaffen, spaltbaren Materialien und kerntechnischen Einrichtungen unter vorbeugende Kontrolle zu stellen.

#### Phase 3 (nach fünf Jahren)
Alle Kernwaffen werden demontiert. Bis auf niedrige Restbestände für Russland und die USA (vorgeschlagen sind je 1000 Sprengköpfe) und China, Frankreich und dem Vereinigten Königreich (vorgeschlagen sind je 100) werden alle Kernsprengköpfe unumkehrbar zerstört. Alle Trägersysteme werden zerstört oder für Atomwaffen untauglich gemacht. Alle kerntechnischen Einrichtungen werden stillgelegt und geschlossen.

#### Phase 4 (nach 10 Jahren)
Die Zahl der verbleibenden Kernsprengköpfe wird weiter reduziert (vorgeschlagen sind für Russland und die USA je 50, für China, Frankreich und das Vereinigte Königreich je 10). Alle Reaktoren die hochangereichertes Uran oder Plutonium verwenden, werden geschlossen. Alles spaltbare Material wird unter strenge, effektive und exklusive vorbeugende Kontrolle gestellt.

#### Phase 5 (nach 15 Jahren)
Alle Kernwaffen werden vollständig und unumkehrbar zerstört.

### Abschnitt V: Überprüfung
Um sicherzustellen, dass die Abrüstung korrekt verläuft und keine Wiederbewaffnung erfolgen kann, wird ein umfangreiches System von Überwachungsmaßnahmen eingerichtet. Es beinhaltet Berichte von Staaten, angemeldete und unangemeldete Vor-Ort-Inspektionen, Satellitenbilder, Sensoren, Radionuklidproben und andere Fernaufklärungsmethoden, den Informationsaustausch mit staatlichen und nichtstaatlichen Organisationen und Meldungen durch Bürger. Die über das Beobachtungssystem erhaltenen Informationen werden mit Ausnahme vertraulicher Daten in einem zentralen Register zugänglich gemacht.
Zusätzlich sind weitergehende vertrauensbildende Maßnahmen vorgesehen.

### Abschnitt VII: Rechte und Pflichten von Personen
Einzelpersonen haben die Pflicht, Verletzungen der Konvention zu melden, und werden geschützt, wenn sie das tun. Auch ein Asylrecht ist vorgesehen.
Außerdem sind Regeln für die Anklage von Personen festgelegt, die gemäß der Konvention eine Straftat begehen.

### Abschnitt VIII: Agentur
Die Agentur für das Verbot von Kernwaffen wird eingerichtet. Sie ist zuständig für die Umsetzung und Überprüfung des Vertrages und die Entscheidungsfindung. Alle Vertragsstaaten sind Mitglieder der Agentur. Sie umfasst eine Konferenz der Vertragsstaaten, einen Exekutivrat und ein Technisches Sekretariat.

### Abschnitt X: Spaltbares Material
Die Herstellung von direkt waffentauglichem spaltbarem Material ist verboten. Schwach angereichertes Uran darf für die Energieerzeugung verwendet werden. Die zivile Nutzung der Atomenergie bleibt erlaubt.